# Moog Droog
Moog Droog je druhé EP velšské rockové skupiny Super Furry Animals. Vydalo jej v říjnu roku 1995 hudební vydavatelství Ankst a jeho producentem byl spolu se členy kapely Super Furry Animals Gorwel Owen. Píseň „God! Show Me Magic“ vyšla následujícího roku na první dlouhohrající desce kapely nazvané Fuzzy Logic. Písně „pamV?“, „Focus Pocus“ a „Debiel“ vyšly na kompilaci Out Spaced z roku 1998. Název alba Moog Droog vznikl z poangličtěného hláskování výrazu „mwg drwg“ (slang pro marihuanu) a jde o hříčku s výrobcem syntezátorů Moog. Výraz „droog“ pochází z ruštiny („přítel“).

## Seznam skladeb
| Pořadí | Název                  | Délka |
| ------ | ---------------------- | ----- |
| 1.     | pamV?                  | 3:57  |
| 2.     | God! Show Me Magic!    | 1:51  |
| 3.     | Sali Mali              | 4:33  |
| 4.     | Focus Pocus“ / „Debiel | 4:46  |

## Obsazení
- Gruff Rhys
- Dafydd Ieuan
- Cian Ciarán
- Guto Pryce
- Huw Bunford